# Kevin Conroy
Kevin Conroy (Westbury (New York), 30 november 1955 – East Harlem (New York), 10 november 2022) was een Amerikaanse acteur en stemacteur. Hij kreeg vooral naamsbekendheid door zijn stemmenrol als Bruce Wayne / Batman waarvoor hij voor diverse media zijn stem verleende. Conroy was onder andere te horen als Batman in Batman: The Animated Series, de DC Universe Animated Original Movies, de Batman: Arkham videospellen, Injustice: Gods Among Us en Injustice 2.
Conroy overleed in het Mount Sinai ziekenhuis in East Harlem op 66-jarige leeftijd aan de gevolgen van darmkanker.